# Allium mongolicum
Allium mongolicum — вид рослин з родини амарилісових (Amaryllidaceae); поширений у центральній і східній Азії.

## Опис
Цибулини щільно скупчені, циліндричні; зовнішня оболонка коричнево-жовта. Листки коротші від стеблини, 0.5–1 мм завширшки, у перерізі від півкруглих до круглих. Стеблина 10–30 см, кругла в перетині, вкрита листовими піхвами лише біля основи. Зонтик від напівсферичного до кулястого, густо багато квітковий. Оцвітина блідо-червона або від блідо-пурпурно-червоної до пурпурно-червоної; сегменти яйцювато-довгасті, 6–9 × 3–5 мм, верхівки тупі; внутрішні зазвичай трохи довші, ніж зовнішні. Період цвітіння: липень — вересень.

## Поширення
Поширення: Казахстан, Монголія, північний Китай, Росія — Тува.
Населяє пустелі, піщані місця, сухі схили.